# Ломаківська Ірена Юріївна
Іре́на Ю́ріївна Ломакі́вська  — капітан медичної служби Збройних сил України.

## Бойовий шлях
Старший ординатор відділення анестезіології, реанімації та інтенсивної терапії, Хмельницький військовий шпиталь. Провела в зоні бойових дій 4 ротації у складі лікарсько-сестринської бригади. Надавали першу лікарську допомогу пораненим на полі бою. В серпні 2014-го з бійцями 3-го батальйону 30-ї окремої механізованої бригади виходили із оточення у Степанівці, потрапили під обстріл зі «Смерчів» та «Градів». Ірена Ломаківська була однією з медичного персоналу на два санітарні автомобілі та майже півтора десятка важкопоранених солдатів й офіцерів. Дорогою до медпункту бригади в трьох поранених (у різних автомобілях) припинялося серцебиття чи дихання. Капітан Ломаківська по дорозі міняла крапельниці, переміщалася під обстрілом між санітарними автомобілями.

## Нагороди
За особисту мужність, сумлінне та бездоганне служіння Українському народові, зразкове виконання військового обов'язку відзначена — нагороджена
- орденом «За мужність» III ступеня (3.11.2015).